# Поповец (Болгария)
Поповец (болг. Поповец) — село в Болгарии. Находится в Хасковской области, входит в общину Стамболово. Население составляет 314 человек.

## Политическая ситуация
В местном кметстве Поповец, в состав которого входит Поповец, должность кмета (старосты) исполняет Неждет Ибрахим Тахир (Движение за права и свободы (ДПС)) по результатам выборов правления кметства.
Кмет (мэр) общины Стамболово — Гюнер Фариз Сербест (Движение за права и свободы (ДПС)) по результатам выборов в правление общины.